# Salvatore Campus
Salvatore Campus (Oristano, 11 ottobre 1931 – 24 settembre 1987) è stato un politico italiano.